# Voivoda
Voivoda (em polonês: wojewoda), é uma palavra eslava que originalmente designava o principal comandante de uma força militar. A palavra aos poucos passou a se referir ao governador de uma província; o território governado ou administrado por um voivoda é conhecido por voivodia. O título polonês é algumas vezes traduzido em português como "palatino" ou conde palatino, com relação a um palatinato. Na terminologia eslava, o título de nobreza de um voivoda é em alguns casos considerado igual ao daquele de um duque alemão (Herzog).
O título foi usado na Boêmia medieval, na Bósnia, Bulgária, Hungria, Polônia, Rússia, Croácia, Sérvia, Moldávia, Valáquia e Transilvânia. Mais tarde, voivoda foi o mais alto posto militar nos principados de Montenegro e Sérvia, no Reino da Iugoslávia e entre os sérvios chetniks.
Wojewoda (Voievoda) é o termo para o governador de uma província polonesa, uma voivodia ("województwo").
Nos principados medievais romenos da Moldávia e Valáquia, voievoda se tornou parte de uma oficial titulação do príncipe soberano, mostrando seu direito de liderar todo o exército. Voivoda ou vajda era também o título de um governador húngaro da Transilvânia na Idade Média.
Os líderes dos rebeldes Hajduk (Хайдути) da Bulgária sob as ordens do Império Otomano eram chamados de "voevodes" (búlgaro, singular: войвода, voyvoda).

## Etimologia
O termo em si origina-se da raiz eslava voi (guerreiro) e ved'- significando "conduzir". Devido à evolução das línguas eslavas, nos tempos modernos, o termo poderia ser traduzido por vajda, vojvod, vojvoda, wojwod, wojewoda (polonês), voivode, voivoda, воевода (russo), voyevoda, војвода (cirílico sérvio) ou voyvoda.
Esta etimologia é perfeitamente paralela, entretanto sem conexão, para condições equivalentes como os termos como o anglo-saxão heretoga e títulos germânicos tais como o alemão Herzog, que nos tempos feudais eram comparados com o latim dux (originalmente um termo para um líder de guerra bárbara ou um oficial do comando romano e/ou governador militar, que mais tarde evoluíram para tais títulos feudais ou modernos de nobreza como duque). Devido a que, os termos eslavos são algumas vezes traduzidos por duque; enquanto que em alguns países e períodos, o grau de voivoda era equivalente a um duque Ocidental, não era universalmente assim.

## História

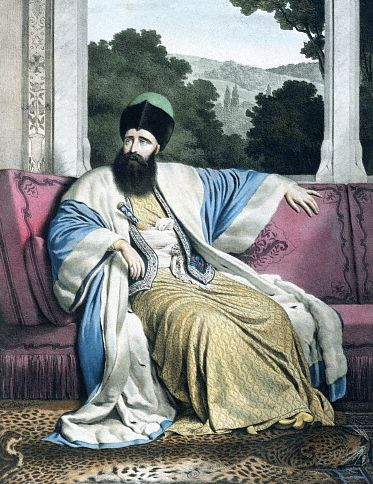
Mihail Suţu (1784 – 1864), voivoda romeno. Pintura de 1819

A tradição de se eleger um voivoda é muito antiga e data dos remotos tempos dos primeiros eslavos. Cada tribo se reunia em uma veche (uma assembléia popular nos países medievais eslavos) para eleger seu próprio voivoda. Em tempo de guerra, ele recebia o título de comandante do exército. Quando a guerra terminava, o poder retornava ao legítimo governante em tempo de paz — a "veche" ou um príncipe.
No final do século VIII, as tribos eslavas criaram os primeiros Estados eslavos nas Europas Central e Oriental. A nova situação demandou um comando mais flexível nos Estados, especialmente durante os conflitos com os povos turcos, bálticos e germânicos. Naquele período, o poder do voivoda era, em muitos casos, ampliado para inclusive o comando civil e, em algumas ocasiões, à autoridade religiosa. Os chefes das tribos, príncipes e hospodares, delegavam parte de suas autoridades aos voivodas, enquanto mantinham o título de o mais alto voivoda e as posições de alto presbítero e supremo juiz.
Com a criação dos Estados permanentes eslavos na Rússia de Quieve e Polônia, a mais alta autoridade passou para os duques e príncipes, ambos os termos de origem germânica. Na Rússia de Quieve, estes vieram dos nobres varegues (da Dinastia ruríquida), enquanto que na Polônia eles foram de origem local (da Dinastia Piast). A base do poder de um príncipe era seu exército de guerreiros ou drujina. Inicialmente um grupo pequeno de soldados profissionais, a drujina aumentou a fim de controlar a vasta área sob a autoridade do príncipe. Com o tempo, a necessidade de separar o exército em várias unidades ficou clara e o comandante de cada unidade era chamado de voivoda do príncipe.
Os mais altos postos de tais voivodas formavam a corte do príncipe, enquanto que outros comandavam as tropas em cidades distantes e serviam como conselheiros dos delegados do príncipe. Na medieval Moscóvia, voyevoda era o governador de uma fortaleza ou cidade de fronteira. O posto foi abolido por Pedro, o Grande no meio do século XVIII.

## Polônia
Na Polônia moderna, voivoda é o governante oficial de uma voivodia.
O cargo foi criado no Reino da Polônia sob o governo dos Piasts e desde a Coroa do Reino da Polônia, se espalhou pelo Grão-Ducado da Lituânia depois de 1569 como um inspetor de voivodia e sua administração. Com o tempo, o cargo perdeu alguma importância — de 'segundo depois do rei' para ser apenas um dos doze cargos importantes. Na República das Duas Nações, o voivoda da República era um dos cargos de governo que podia ocupar uma cadeira no Senado da Polônia.

## Hungria
O Voivoda da Transilvânia (woyuoda Transsiluanus ou erdélyi vajda em húngaro) era um dos barões (ou detentor do cargo de chefia) do Reino da Hungria. O vajda era, na verdade, um governante territorial ou vice-rei indicado pela coroa húngara. Ele era também o magistrado chefe e comandante militar dos condados da Transilvânia e seu poder inevitalmente tinha influência sobre os territórios dos sículis e saxões, porém, esses territórios eram governados por condes que eram nominalmente independentes do voivoda.
O título originou com a população eslava, antes da conquista húngara da região. Os voivodas da Transilvânia, que tinham ligações bem próximas com o rei, estavam freqüentemente longe da Transilvânia e a administração local freqüentemente ficava nas mãos dos vice-voivodas. Porém, alguns voivodas, tal como László Kán (1297–1315), tornaram-se poderosos governantes locais, efetivamente independente do rei. O título esteve em uso desde 1199 até o surgimento do independente Principado da Transilvânia no século XVI.

## Moldávia e Valáquia

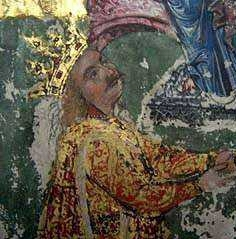
Estevão III da Moldávia

- Na Moldávia e Valáquia, voievod significa o chefe do exército, em oposição ao domn (castelão), que era o líder administrativo e é um termo originário da palavra do latim dominus, significando senhor ou mestre. No início do século XVII, quando o poder militar foi assumido pelo Império Otomano, o título de voievod se aproximou do significado do governante nacional (domnitor).
- O título voievod foi mantido na sua forma inicial pela nobreza da Valáquia (Romênia) de Ţara Haţegului e Maramureş (na Transilvânia),onde o título de voievod, juntamente com o título principesco cnezo, tinha o significado de nobre ou governante local, mas também líder dos exércitos locais ou milícias.

## Rússia
Voivodas eram administradores eleitos na Rússia que tinham responsabilidades apenas a nível local. Os voivodas preencheram a lacuna de poder deixado pelo Tempo de Dificuldades. Os primeiros Romanovs (1613–1682) deram todo o seu poder jurídico e de polícia aos voivodas com a intenção de produzirem reformas, mas os problemas permaneceram, uma vez que os amplos poderes adquiridos levavam à corrupção. Em 1621, os voivodas foram proibidos pelo Tsar Miguel a receberem subornos, pois isto já havia se tornado um problema. Apesar disto, a administração permaneceu caótica até as reformas de Pedro, o Grande substituírem os voivodas por prefeitos (burgomestres) para coletar os impostos.

## Sérvia

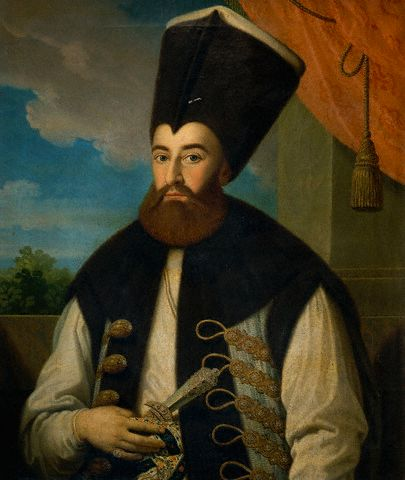
Grigore IV Ghica, voivoda romeno. Pintura a óleo, Museu de História da Romênia

Em 1691, os sérvios que viviam na monarquia dos Habsburgos (atual província de Vojvodina no norte da Sérvia) ganharam do imperador Habsburgo o direito de autonomia territorial no interior de uma voivodia separada na monarquia Habsburgo, bem como o direito de ser governado por um voivoda sérvio - um administrador civil e militar. Porém, a voivodia não se formou naquele tempo, nem foi um voivoda indicado, apenas um vice-voivoda. Jovan Monasterlija foi o vice-voivoda dos sérvios entre 1691 e 1706. Depois dele, nem um outro vice-voivoda foi designado.
Na Assembléia de Maio em Sremski Karlovci (13-15 de maio de 1848), relembrando o privilégio de 1691, os sérvios proclamaram a criação da Voivodia da Sérvia e elegeram Estevão Šupljikac como voivoda. Esses atos foram mais tarde reconhecidos pelo imperador da Áustria e Šupljikac foi reconhecido como um voivoda. Por decisão do imperador austríaco, em novembro de 1849, uma nova província foi formada, como sucessora política da voivodia da Sérvia. Foi conhecida como a Voivodia da Sérvia e do Banato de Tamis. A nova voivodia existiu entre 1849 e 1860 e o título de grão-voivoda pertenceu ao Imperador Francisco José I da Áustria, embora ela tenha sido governada por um governador indicado. Depois que a voivodia foi abolida em 1860, Francisco José I manteve o título de grão-voivoda da Voivodia da Sérvia até a sua morte em 1916. Seu sucessor, Carlos I da Áustria, também manteve o título até o fim da monarquia em 1918.
O título era freqüentemente usado para designar importantes comandantes militares na Revolta da Sérvia contra os turcos em 1804-1815.
Na Guerra dos Balcãs e na Primeira Guerra Mundial este título foi usado para designar o mais alto posto militar no Exército da Sérvia (acima de General - algo equivalente a Marechal-de-campo em outros exércitos). Oficialmente apenas cinco pessoas atingiram tal posto militar: Radomir Putnik (obteve-o em 1913) Stepa Stepanović (1914.) Živojin Mišić (1914.), Petar Bojović (1918.) e o general francês Louis Franchet d'Espérey (1918.) Foi apenas um título honorário desde 1916-1917 período em que o general Petar Bojović manteve o posto de Chefe do Estado-Maior do Supremo Comando (a mais alta posição do Exército da Sérvia) e era um superior para dois comandantes de exército que foram vojvodas (Stepa Stepanović e Živojin Mišić. No mesmo período a organização paramilitar sérvia chetniks usou o título internamente para designar seu comandante supremo - Vojin Popović, Voja Tankosić e Kosta Pećanac sendo os principais exemplos. Foi empregado novamente empregado, desta forma, pelos chetniks na Segunda Guerra Mundial.

## Voivodas nas artes
Entre os russos, houve pelo menos três trabalhos significativos envolvendo voivodas. A primeira ópera de Tchaikovsky, Voyevoda, foi baseada na peça de Alexandr Ostrovsky. O compositor Anton Arensky mais tarde produziu sua própria adaptação operística da peça como Um Sonho no Volga. A ópera de Rimsky-Korsakov, Pan Wojewoda, foi composta com um texto russo, mas apresentada na Polônia.